# Asyndetus latifrons
Asyndetus latifrons is een vliegensoort uit de familie van de slankpootvliegen (Dolichopodidae). De wetenschappelijke naam van de soort is voor het eerst geldig gepubliceerd in 1857 door Friedrich Hermann Loew.